# 애벗 래버러토리스
애벗 래버러토리스(영어: Abbott Laboratories)는 미국의 제약회사이다. 알려진 약물을 공식화하기 위해 1888년 시카고 의사인 월리스 캘빈 애벗이 설립하였다. 2013년 연구 기반 제약 사업을 애브비로 분할했다.